# Muziris gracilipalpis
Muziris gracilipalpis är en spindelart som beskrevs av Embrik Strand 1911. Muziris gracilipalpis ingår i släktet Muziris och familjen hoppspindlar. Inga underarter finns listade i Catalogue of Life.